# زهیر فضال
زهیر فضال (عربی: زهير فضال؛ زاده ۲۳ دسامبر ۱۹۸۹) بازیکن سابق فوتبال اهل مراکش است.
وی همچنین در تیم ملی فوتبال مراکش بازی کرده‌است.